# Arena Częstochowa
L'arena Częstochowa è uno stadio polacco, situato nella città di Częstochowa, di proprietà dello stato.